# Cyrestis salomonis
Cyrestis salomonis är en fjärilsart som beskrevs av Mathew 1887. Cyrestis salomonis ingår i släktet Cyrestis och familjen praktfjärilar. Inga underarter finns listade i Catalogue of Life.